# 镀锌
鍍鋅，是指在鐵或鋼表面上鋪上金屬锌的防銹方法。锌是一種抗腐蝕性頗高的金屬，能夠把鐵隔絕於氧氣和水，令鐵不能發生生銹所需的的化學反應；由於鋅的金屬活動性比鐵高，即使鍍上的鋅出現破損，鋅仍能以犧牲性保護的電化學方式來防止生銹。鍍鋅的方法主要有熱浸鍍鋅（HDG）、電鍍鋅（EG）和冷鍍鋅。根據考古發現，早在1680年代已有人類對鐵進行鍍鋅處理。

## 歷史
根據考古發現，1680年代的印度人已經會在鎖子甲和板甲上镀锌，方法可能是把鐵製物體浸入熔化的鋅，這是人類對鐵進行鍍鋅處理的最早證據。
1742年，一個名為默盧安（Melouin）的化學家向法國皇家科學院提交論文，指出可以把鐵浸入熔化的鋅，從而用鋅來包覆鐵製物體。梅盧安的發現迅速在科學界傳開，市面上開始出現镀锌的家用器具；到了18世紀下旬，這些器具在法國部分地區已經頗為知名。1836年，法國化學家斯塔尼斯洛斯·特朗基萊·莫德斯特·索勒爾（Stanislaus Tranquille Modeste Sorel）為熱浸鍍鋅的技術申請專利，是歐洲首個與镀锌有關的專利；他把鍍鋅技術命名為，以紀念路易吉·伽伐尼（Galvani）與伏打提出的流電現象。
在索勒爾取得專利的翌年（1837年），英國人亨利·威廉·克勞福德（Henry William Crawford）取得了類似技術的專利，而英國亦開始有工业化的热浸镀锌生產；到了1850年，每年有一萬噸的锌被英國镀锌工業用作防銹。
截至2006年，锌年产量的50%左右都用于镀锌，其中有90%左右是用于熱浸鍍鋅。

## 過程

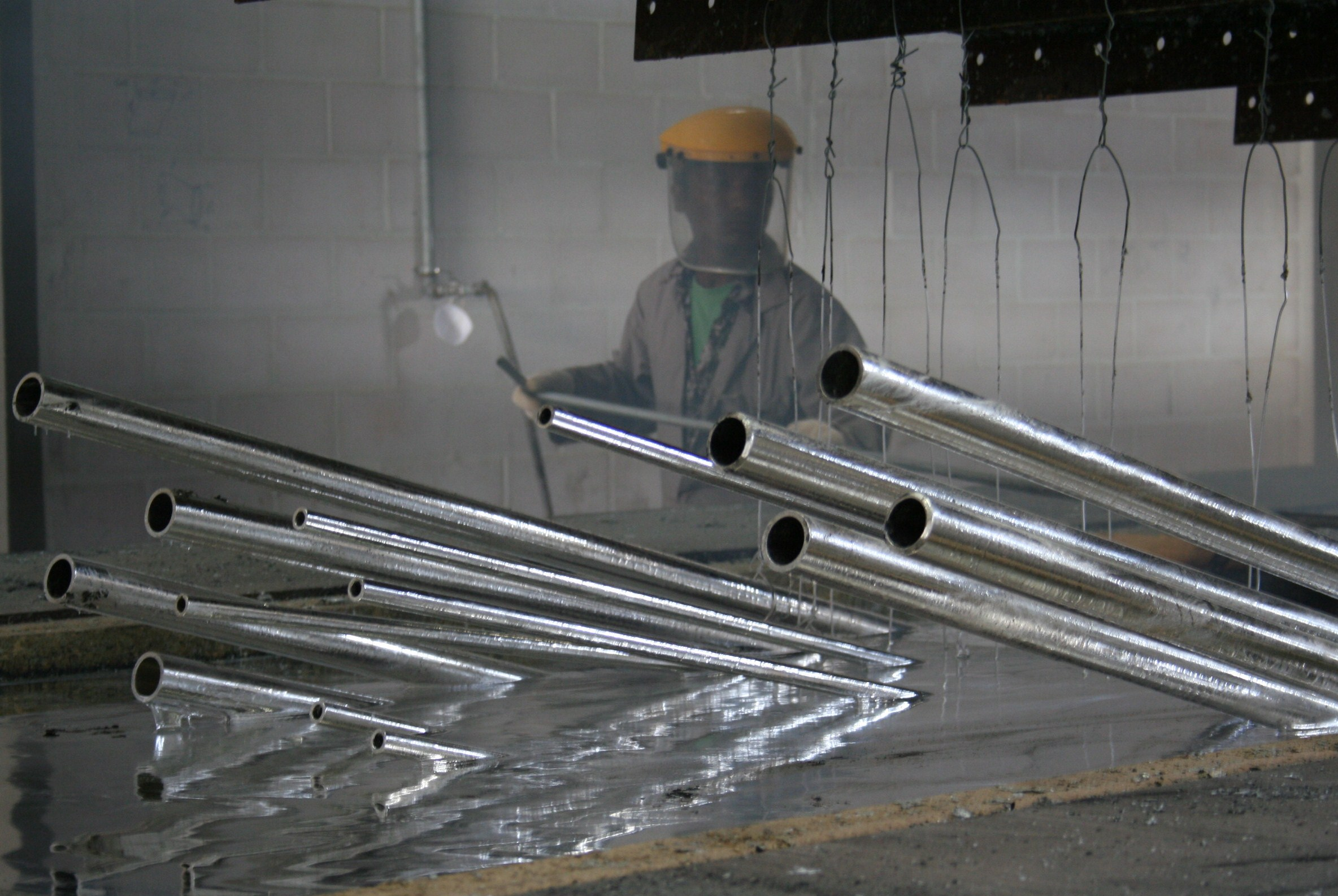
熱浸鍍鋅的過程（管狀的金屬是鐵或鋼，銀白色液體為熔融锌液）

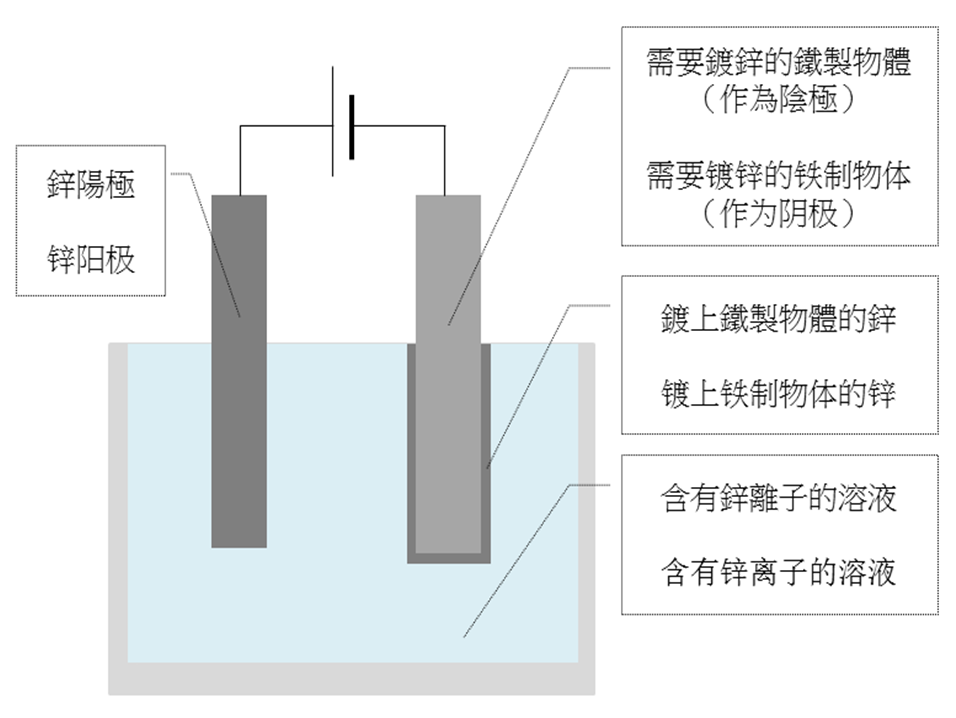
電鍍鋅的簡單實驗裝置

镀锌的方法包括热镀锌、热喷锌、电镀锌、冷鍍鋅、粉末热渗锌、机械镀锌和真空蒸发镀锌等。

### 熱浸鍍鋅
熱浸鍍鋅（HDG）是常見的鍍鋅方法之一，其過程是把鐵或鋼完全浸入熔化的鋅；與電鍍鋅相比，熱浸鍍鋅的好處是成本相對較低。
镀锌期間的化学反应只會發生在潔淨的鐵面或鋼面上。因此，在熱浸前，鋼鐵物料會先進行脱脂（以鹼性化學品清除油污）、反覆水洗、酸洗，以確保製成品的素質；其後，鋼鐵物料會浸入助镀剂（主要成分通常為氯化铵和氯化锌），並進行烘乾预热。處理好鋼鐵物料後，鋼鐵物料會被浸入熔融锌液（即熔化了的鋅），铁和锌之間便會發生一系列的复杂化学反应，產生铁锌金属化合物，鐵表面便產生了锌层；锌层的厚度為30至90微米，相對較厚，通常由纯锌层和合金层構成。熱浸完成後的工序包括冷却、钝化、检测等。
在熔融锌液中加入其他金屬，能夠調整锌层的性質：例如，加入鋁、鎂、鎳等金屬可以提高锌层的抗腐蝕性，加入鋁、鉛、錫、銻等金屬則可以優化锌层的外觀。另一方面，鋼鐵物料中的碳、矽、錳、磷、硫含量均會影響锌层的组织和性能。

### 電鍍鋅
電鍍鋅（EG）是電鍍的一種，其生產線非常昂貴；與熱浸鍍鋅相比，電鍍鋅的好處是鍍上的鋅層較為均勻。在電鍍鋅的過程中，需要鍍鋅的鐵或鋼是陰極，將要鍍上去的鋅是陽極，鋅鹽溶液作為電解質。鋅層的厚度為7微米，相對較薄。

### 冷鍍鋅
冷鍍鋅是指在鋼鐵物料的表面上塗上富鋅漆，這方法只需要平常塗油漆所用的器材，但鋅層（稱為富锌涂层）的耐久性和使用壽命較差，對鋼鐵物料提供的犧牲性保護亦較少。

## 防銹原理
鋅層能夠物理上把鐵隔絕於氧氣和水，而這兩種物質是生銹所需的。锌层上有一層致密的氧化锌薄膜，氧化锌難溶於水，因此能保護鐵免於生銹。而且，锌层有特別的金屬結構，是個十分堅硬的镀层，具有優秀的耐損性。在镀锌的過程中，锌與鐵發生化學反應，形成一系列的合金，令锌层與鐵緊密結合；由於锌层與底下的鋼鐵物料牢牢结合，即使镀锌後的鋼鐵物體進行轧制、拉拔、弯曲等改變形狀的操作，镀层也不會损坏。
在電化學層面而言，鋅的活性比鐵高。因此，即使镀上鐵的鋅層出現破損、以至於鐵外露在空氣中，剩餘的鋅仍可為鐵提供犧牲性保護，以防止生銹。

## 應用
镀锌是通用的防銹方法，不同大小（例如螺栓等小型機械零件、以至大型的結構部件）和形狀（例如中空物體、複雜形狀物體、器皿等）的鋼鐵物料均可以作鍍鋅處理。白鐵專門指經過鍍鋅處理的鐵，廣泛應用於石油化工、電訊、供电、交通运输、建筑、机械、农业等领域，在日常生活中擔任關鍵角色，也在一些產業中派上用場。以下表格列出白鐵的部分應用：
| 领域     | 用途舉例                                                                                     |
| -------- | -------------------------------------------------------------------------------------------- |
| 石油化工 | 輸油管道、油井管、石油加工设备、石油储存容器、冷凝冷却器                                     |
| 電訊     | 無線電桅杆與無線電塔、通讯电缆                                                               |
| 供电     | 电塔、變電所                                                                                 |
| 交通运输 | 高速公路护栏、公路或铁路护网、船舶起吊钢丝绳、道路或鐵路隔音屏障、防风栅、防雪栅、路标、街燈 |
| 建筑     | 脚手架、排水管道、水暖器材、电线套管、防盗窗                                                 |
| 机械     | 家用电器、電動機外壳、通风装置外壳                                                           |
| 农业     | 温室、大棚管、大棚骨架、喷灌设备                                                             |
| 軍事     | 尼森小屋（用波紋鍍鋅鐵搭建，在一戰和二戰常用）                                               |

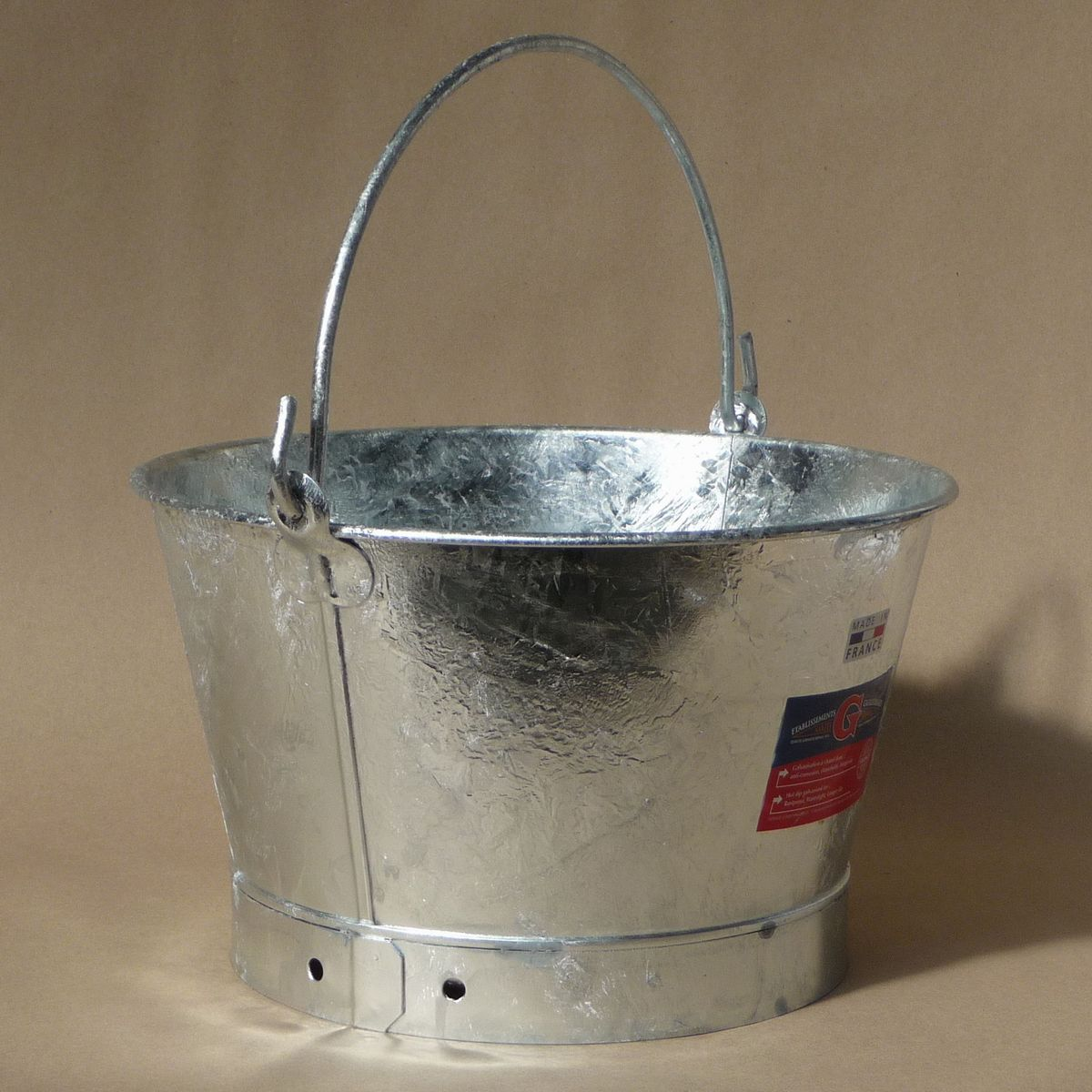
以白鐵製成的桶
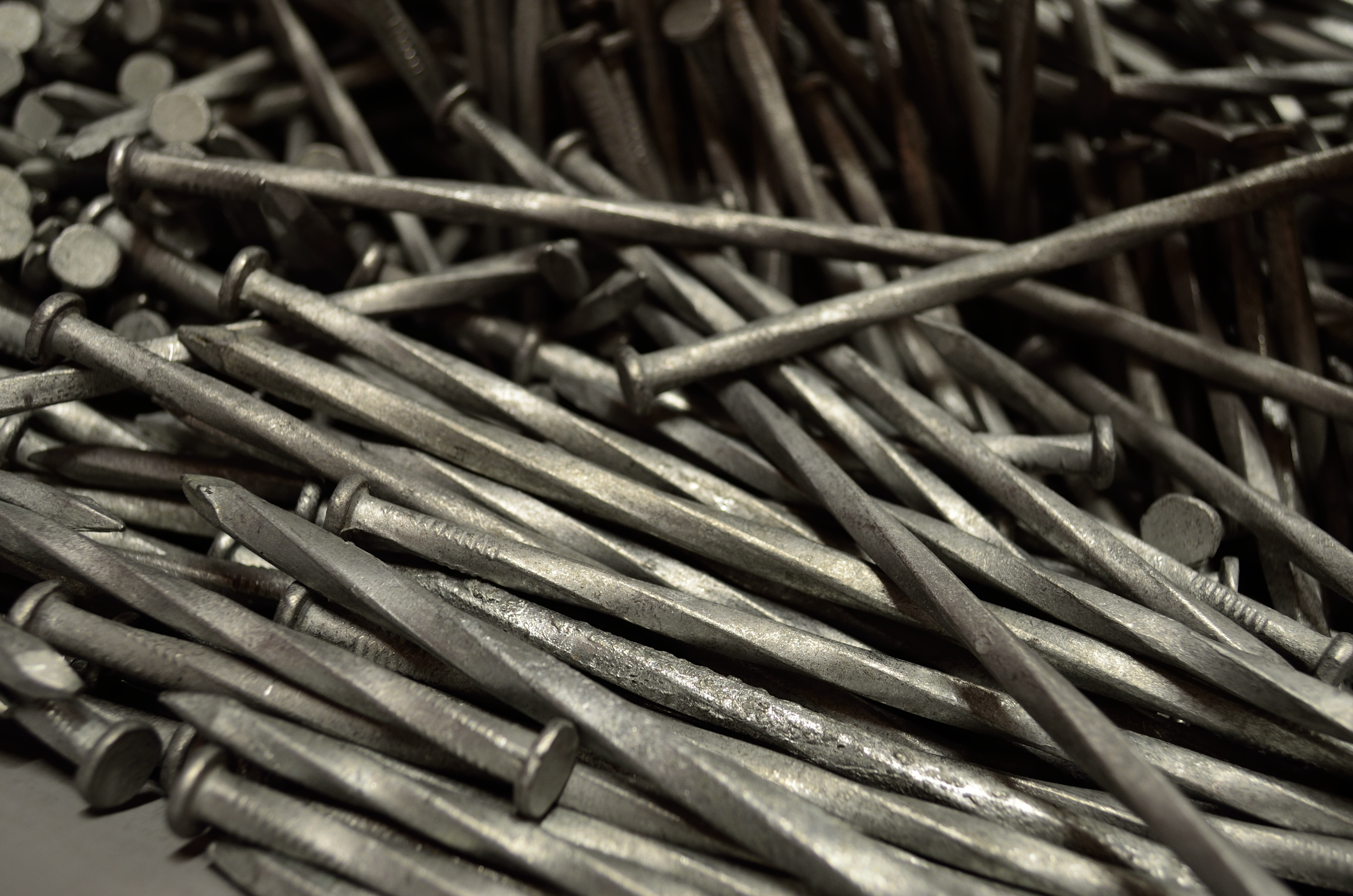
以白鐵製成的釘子
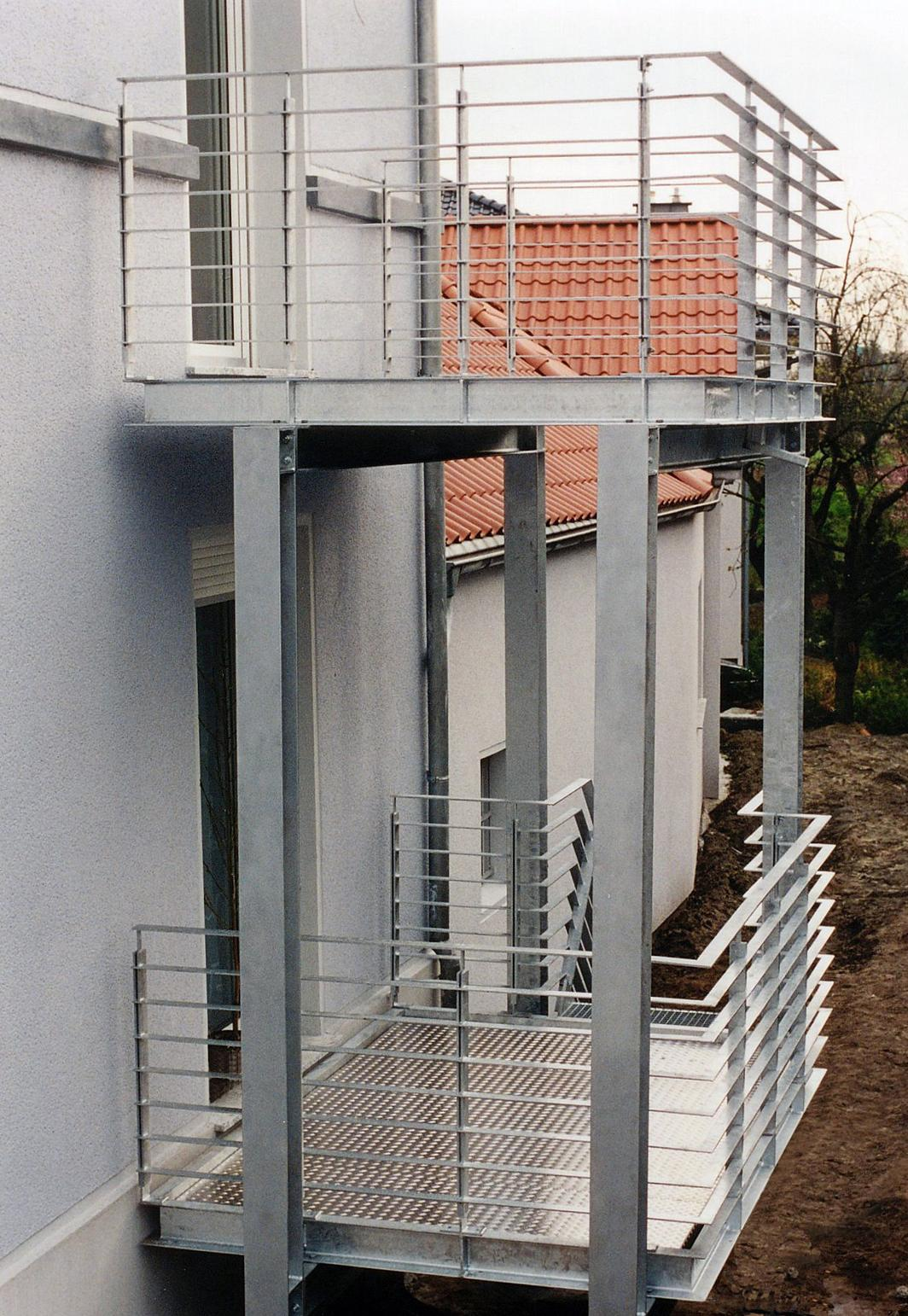
以白鐵建成的露臺
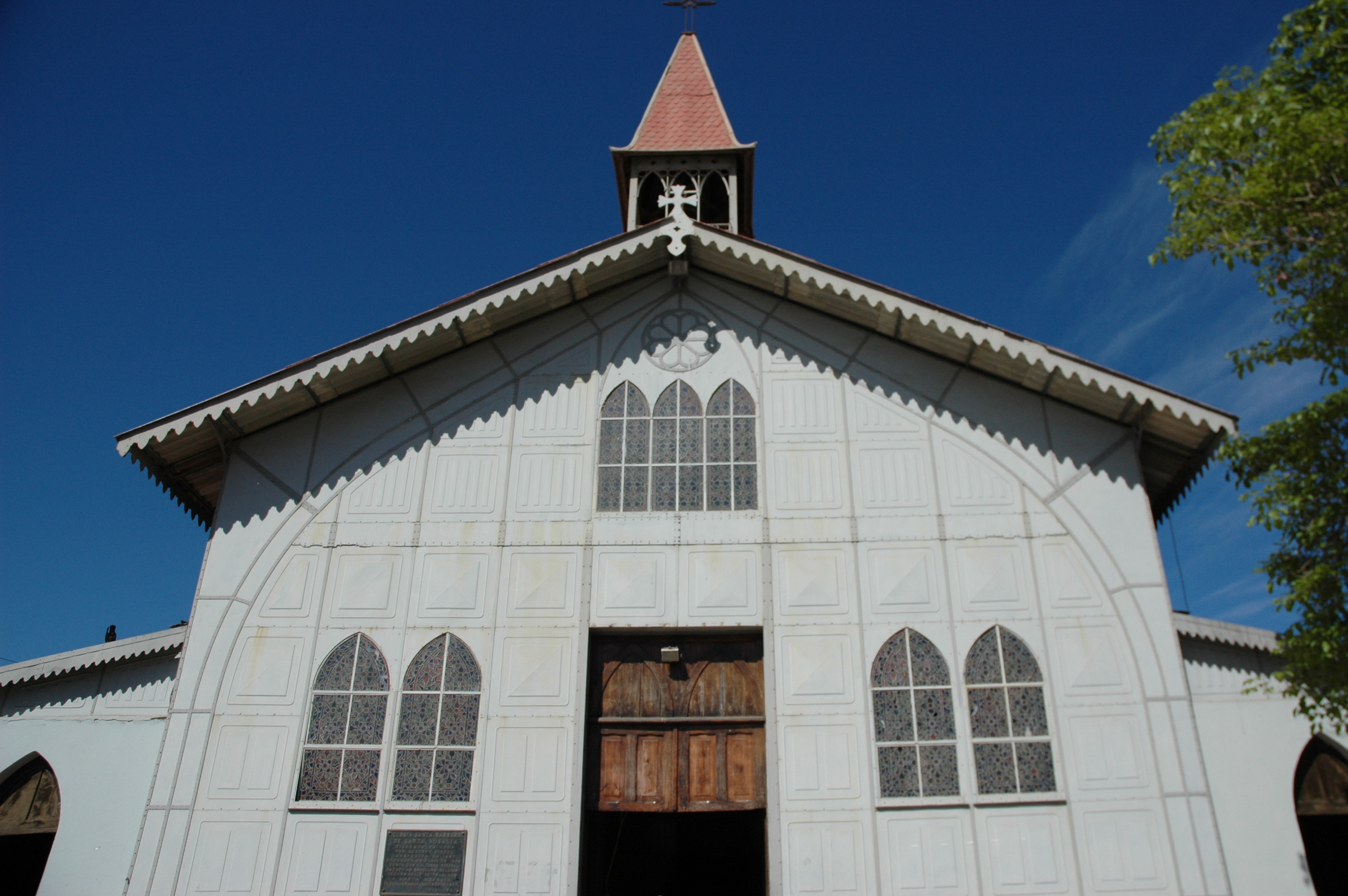
以白鐵為建材的教堂

攝取锌可能會導致中毒，故不宜用镀锌廚具來煮食。如果用镀锌容器來盛載含水量高的食物，食物可能會被锌污染；食物的酸性愈高，風險便愈大。因此，美國食品藥品監督管理局在2009年出版的《食品法典》規定，白鐵不可用作與酸性食物接觸的器具。

## 成本和環保問題
與其他用保護層包覆鐵或鋼的防銹方法相比，镀锌的最初成本和長遠成本均較為低廉。由於鋅的價格、熱浸鍍鋅技術的效能都相對穩定，熱浸鍍鋅的成本比其他防腐蝕系統較低，競爭力也較大；與此同時，其他防腐蝕系統的成本則大幅上升。而且，在大多數環境中，經熱浸鍍鋅的鋼材有70年或以上的時間不需保养，提高了物體的預期壽命，經濟效益提升二至六倍。把經镀锌處理的鋼材用於為建築物提供長期防銹保護，將能夠帶來數以十年計的成本效益。
英国镀锌协会（Galvanizers Association）的認為，镀锌可能是最環保的防腐蝕可行方法。镀锌過程的能源效益和資源效益都頗高，對環境構成較低的負擔。而且，鋅是一種高度可回收的金属；經鍍鋅而成的白鐵可以輕易透過重新鍍鋅、去除鋅層或重用的方法來循環再用，也可以與廢鋼一起回收。但是，熱浸鍍鋅的過程會造成空氣污染，污染物為白雲狀的細懸浮粒子。